# Changchengornis
Changchengornis es un género extinto de pygostylos basales  del Cretácico temprano. Sus restos se han encontrado en la República Popular de China, en rocas de la formación Chaomidianzi depositadas hace 125 millones de años en el límite Barremiense - Aptiense. Changchengornis era un pariente cercano del más conocido Confuciusornis. En 1999 fue asignado a Confuciusornithidae.
El pico más puntiagudo de Changchengornis parece indicar una dieta diferente a la de Confuciusornis. Sin embargo, del propio Confuciusornis  se discute si era un ictiofago, un omnívoro o un comedor de semillas.

## Descubrimiento
En 1998 Ji Shuan y Luis Chiappe descubrieron entre los muchos especímenes del Museo Geológico Nacional de China en Beijing asignados a Confuciusornis, un ejemplar que parecía algo diferente. La preparación posterior por parte del Museo Americano de Historia Natural mostró que de hecho se trataba de una especie separada, nueva para la ciencia.
En 1999, Ji, Chiappe y Ji Qiang nombraron la especie tipo y única especie de Changchengornis como C. hengdaoziensis. El nombre genérico se refiere a la Gran Muralla China, changcheng, y lo combina con el griego ὄρνις , ornis, "pájaro". El nombre específico se refiere al miembro geológico Hengdaozi, parte de la formación Chaomidianzi.
El espécimen holotipo, GMV-2129, fue encontrado cerca de la aldea de Jianshangou en la provincia de Liaoning, en los lechos Jianshangou del miembro Hengdaozi de la Formación Yixian, en ese momento visto como una Formación Chaomidianzi separada. Consiste en una placa y una contraplaca, GMV-2129a / b, que muestra un esqueleto en gran parte completo y articulado pero comprimido y algo dañado. Gran parte del emplumado se ha conservado en un excelente estado de conservación.

## Descripción

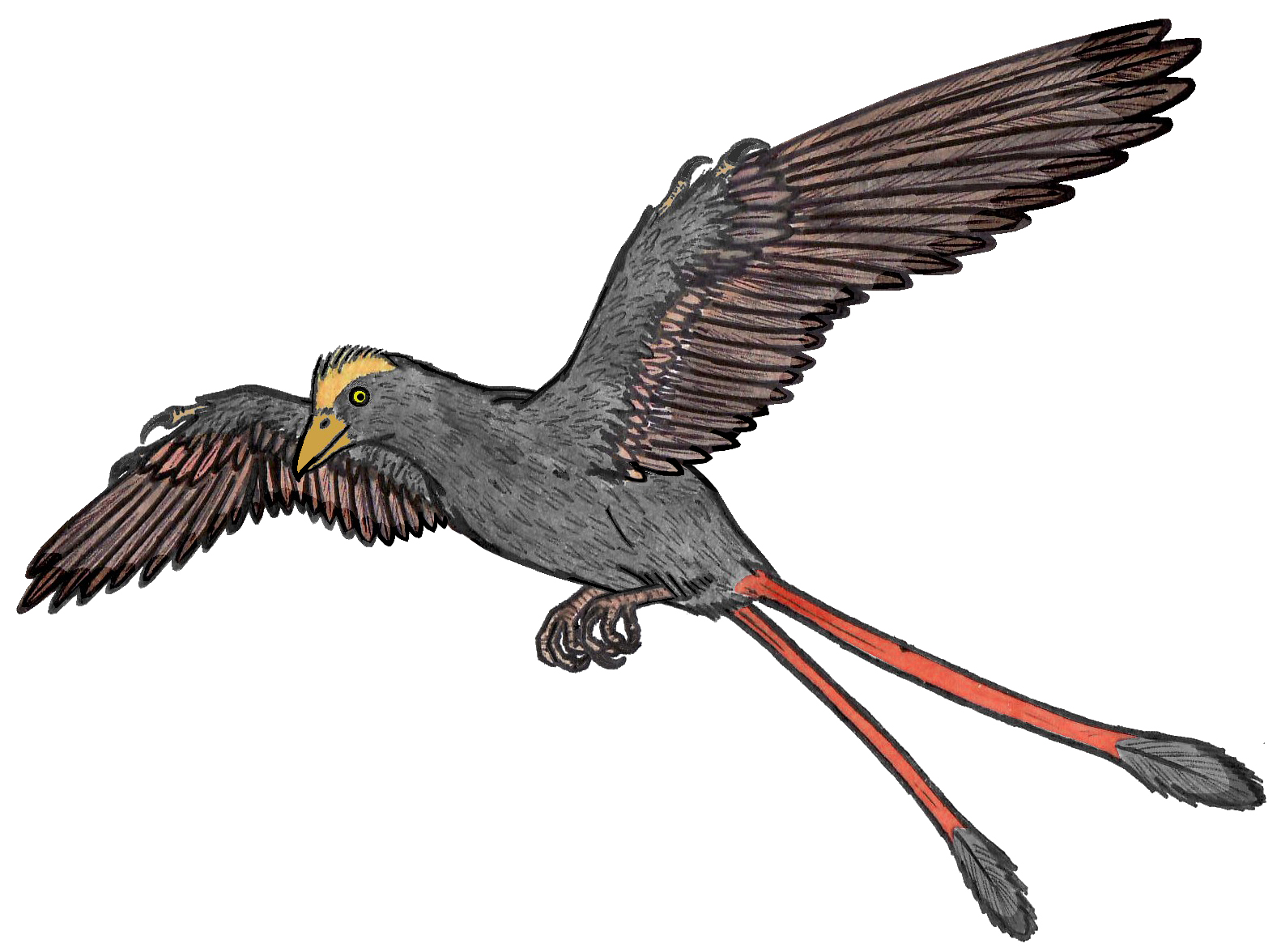
Recreación

Changchengornis se parece a su pariente Confuciusornis. El espécimen tipo es más pequeño que los especímenes más pequeños conocidos de Confuciusornis. En comparación con este, Changchengornis tenía un pico más puntiagudo, ligeramente en forma de gancho en la punta, proporcionalmente más corto y más alto en la parte posterior. La cresta deltopectoral del húmero no está perforada. GMV-2129 también muestra dos plumas de la cola alargadas, en forma de cinta, como las que se encuentran en algunos especímenes de Confuciusornis, que a menudo se consideran machos. Además, el fósil da la impresión de tener presente un mechón en la cabeza o una cresta; si es así, el contorno de su cabeza debe haber tenido un extraño parecido con el Tauraco de hoy o los turacos en general, pero también podría ser un artefacto de conservación.